# 建築物環境衛生管理基準
建築物環境衛生管理基準（けんちくぶつかんきょうえいせいかんりきじゅん）とは、環境衛生上、良好な状態に維持をするのに必要な措置のことである。建築物における衛生的環境の確保に関する法律（昭和45年法律第20号）（以下法と表記）4条を根拠とする。特定建築物管理権原者は法4条第1項および第2項により、空気環境測定、給水・排水管理、清掃、ねずみ・こん虫の防除、その他環境衛生上の維持管理に努めなければならない。従って、特定建築物管理権原者は、基準遵守義務者となる。
法4条第1項に委任された具体的な基準の内容は、建築物における衛生的環境の確保に関する法律施行令（昭和45年政令第304号）（以下令と表記）2条各項に規定される。また令2条各項の基準を満たすために必要な措置については、建築物における衛生的環境の確保に関する法律施行規則（昭和46年厚生省令第2号）（以下規則と表記）3条、3条の2、3条の18、3条の19、4条から4条の5の各号に規定される。
なお、管理基準を遵守しなければならない者は、特定建築物の維持管理について権原を有する者であるが、これには、特定建築物の所有者、占有者のほか、これらの者との契約により維持管理業務の委託を受けた業者、法令に基づき維持管理の権原を有するものとされた者等が含まれること。したがって、重畳的に義務者が存在することがある。ただし所有者であっても、賃借人等との契約により、維持管理の権原を賃借人等に移譲しているような場合には、管理基準の義務者とならないこともある。
管理基準の遵守は、特定建築物について義務づけられるものであるが、特定建築物以外の建築物で多数の者が使用、利用するものについては、管理基準に従って維持管理をするように努めなければならないこととされている(法4条第3項)。この規定は、多数の者が使用、利用しないもの(例えば、小規模の事務所、倉庫等)について適用がないことは条文上明らかであるが、これらのほか、法の趣旨からみて工場、病院等特殊環境にある建築物にも及ばないものと考えられる。

## 基準の特徴
- 環境衛生上、良好な状態を目標にしている。
  - 一般の衛生上の基準は、最低許容限度の基準であるのに対し、建築物環境衛生基準は、それより高い基準を求めている。
  - したがって、建築物環境衛生管理基準に適合していないという理由だけでは、直ちに行政措置や罰則の対象となるわけではない。ただし、建築物環境衛生管理基準について違反があり、かつ、その特定建築物内の人の健康を損なうおそれが具体的に予見されるような事態が生じた場合には、都道府県知事は改善命令等を出すことができ、また事態が緊急性を要する場合については、都道府県知事は、当該事態がなくなるまでの間、関係設備等の使用停止や使用制限を課することができる。

## 基準の性格
- 建築物を統一の基準で管理可能。
- 人為的な制御が可能な基準。
- 建築物全体に及ぶ基準。

## 基準の内容

### 空気調和設備または機械換気設備による調整（令2条第1号イロハ）
空気調和設備は、エア・フィルターや電気集じん機等を用いて外から取り入れた空気を浄化し、その温度、湿度及び流量を調節して供給することができる設備をいう（同項イ）。詳細は空気調和設備の項目を参照。機械換気設備は外から取り入れた空気を浄化し、流量を調節して供給することができる設備（同項ロ）つまり空気調和設備から温度または湿度調節機能を欠いたものをいう。居室（建築基準法第2条第4項）における基準は次の通り（令2条第1項イ）。
| 事項                | 基準                                                                     | 測定機器（令2条第1号ハ、規則3条の2第1号） | 備考                                                                                               |
| ------------------- | ------------------------------------------------------------------------ | --- | -------------------------------------------------------------------------------------------------- |
| 一 浮遊粉塵の量     | 0.15 mg/m3以下                                                           | グラスファイバーろ紙を装着した、相対沈降径が10マイクロメートル以下の粒子を重量法により測定する機器。1年に1回、厚生労働大臣の登録を受けた登録較正機関による較正を受けないといけない。                | この基準における浮遊粉塵とは、その生成過程を問わず、相対沈降径10マイクロメートル以下の粉塵をさす。 |
| 二 一酸化炭素       | 6 ppm以下                                                                | 検知管方式の測定機器 | 2021年12月24日政令第347号により10 ppmから改正。また10ppm以下の保持が困難な施設の特例が削除された。 |
| 三 二酸化炭素       | 1000ppm以下                                                              | 検知管方式の測定機器 | |
| 四 温度             | 18～28℃ （室温を外気温より低くする場合は、その差を大きくしすぎないこと） | 0.5℃目盛りの温度計 | 2021年12月24日政令第347号により17～28℃から改正                                                     |
| 五 相対湿度         | 40～70％                                                                 | 0.5℃目盛りの乾湿球温度計 | |
| 六 気流             | 0.5 m/s以下                                                              | 0.2m/s以上の気流を測定できる気流計 | |
| 七 ホルムアルデヒド | 0.1mg/m3                                                                 | 二四―ジニトロフェニルヒドラジン捕集―高速液体クロマトグラフ法により測定する機器、四―アミノ―三―ヒドラジノ―五―メルカプト―一・二・四―トリアゾール法により測定する機器、厚生労働大臣が別に指定する測定器 | |

機械換気設備の建築物はこのうち一～三、六、七のみ適応する（令2条第1項ロ）。
空気調和設備・機械換気設備ともに、厚生労働大臣が定める基準（空気調和設備等の維持管理および清掃等に係る技術上の基準）に沿って管理しなければならない（規則3条）

#### 測定に必要な資格
- 建築物環境衛生管理技術者（所有ビルごとに自社で選任（原則））
- 選任可能な建築物環境衛生管理技術者のいる建築物空気環境測定業者、建築物環境衛生総合管理業者（外部委託）
  - 資格者の監視・指導の下であれば無資格者でも測定可能。評価は建築物環境衛生管理技術者が行う。

#### 空気環境の測定
測定は特定建築物の使用中に行う。測定点は各階ごとに一箇所以上を選択。その中央部から床上75～150 センチメートルの位置で、測定方法に従い行う（規則3条の２第1号）。また浮遊粉塵、一酸化炭素、二酸化炭素については1日における使用時間中の平均を測定値とする（規則3条の２第2号）。ホルムアルデヒド以外の6項目は2か月以内ごとに1回計測しなければならない（規則3条の２第3号）。ホルムアルデヒドは建築、大規模改修・修繕を終えた最初の6月～9月に1回計測しなければならない（規則3条の２第1号）。

### 空気調和設備の汚染防止（令2条第1号ニ）
空気調和設備がある場合は、病原体によって建築物内の空気が汚染されることを防止する次の措置をとらないといけない。

#### 冷却塔・加湿装置
1. 加湿装置や冷却塔を設置する場合は、その供給水は水道法第4条に規定する水質基準に適合するものを供給すること（規則3条の18第1号）。
2. 冷却塔を設置する場合は、その使用開始時および使用を開始したあと一か月ごとに1回点検、必要に応じて、水管の清掃や冷却水の換水を行うこと。使用しない期間については免除される（同第2号）。またそれ以外に年1回は定期的な清掃を行うこと（同第5号）。
3. 加湿装置を設置する場合は、使用開始時および使用を開始した後一か月ごとに1回、点検、必要に応じて清掃を行うこと。前号と同様に使用しない期間については免除される（同第3号）。またそれ以外に年1回は定期的な清掃を行うこと（同第5号）。

#### 排水受け
空気調和設備内の排水受け（ドレンパン）について、使用開始時および使用を開始したあと一か月ごとに1回点、汚れや閉塞の点検、必要に応じて、清掃を行うこと。前号と同様に使用しない期間については免除される（同第４号）。またそれ以外に年1回は定期的な清掃を行うこと（同第5号）。

### 給排水の管理（令2条第2号)

#### 飲用水の管理（令2条第2号イ）
飲用、炊事用、浴用、その他人の生活の用の目的に使われる水は、建築物に供給する場合は水道法第4条に規定する水質基準 に適合するものを供給することとされる。（令2条第２号イ）
ただし旅館業で使用される浴用水は旅館業法で規制されるため、本法の適用対象外（規則3条の19）。供給水は次の通り管理し供給すること（規則4条第1項）。ただしこれらの規定は「水道法第三条第九項に規定する給水装置を除く」とされている（令2条第2項イ）。つまり水道事業者の敷設した水道管から直接分岐して蛇口などから水を供給する場合は適用せず、一旦貯水槽に貯めて水を供給する場合などに適用する。
1. 供給水に含まれる遊離残留塩素を0.1ppm 結合残留塩素の場合は0.4ppm以上に維持すること（規則4条第1号）。
2. 貯水槽が汚水や有害物質で汚染されるのを防止するため、点検などの措置を実施すること（同第2号）
3. 水道水や専用水道を水源とし、飲用、炊事用、浴用、その他人の生活の用の目的に使われる水（飲料水）、水質基準に関する省令に記載される15の項目（2、6、9、11、32、34、35、38、40、46～51）について6か月に1回検査すること。12の項目(消毒副生成物；10、21～31)については一年に1回、6月1日から9月30日までの水温の高い時期に[7]検査すること（同第3号）。前者の15の項目のうち5項目（金属等；6、32、34、35、40）については検査の結果基準を満たした場合は次回の検査のみ省略できる。[7]水質検査は「水質基準に関する省令の規定に基づき厚生労働大臣が定める方法」[注釈 4]に定める方法またはこれと同等以上の精度を有する方法により行うこと。[7]
4. 一部でも地下水など前号に挙げたもの以外を水源とし、飲用水とする場合は、給水開始前に、水質基準に関する省令に記載されるすべての項目の検査を行うこと、その後は14の項目（1、2、6、9、11、32、34、35、38、40、46～51）について6か月に1回検査し、11の項目（消毒副生成物；21～31）について1年に1回、6月1日から9月30日までの水温の高い時期に[7]検査し、7の項目(14、16～20、45)について3年に1回検査すること。（同第4号）水道水等の場合と同様に前者の14の項目のうち5項目（金属等；6、32、34、35、40）については検査の結果基準を満たした場合は次回の検査のみ省略できる。[7]水質検査は「水質基準に関する省令の規定に基づき厚生労働大臣が定める方法」[注釈 4]に定める方法またはこれと同等以上の精度を有する方法により行うこと。[7]
5. 臭い、色、味などのチェックにより水に異常が認められた場合は、必要な項目について検査する（同第5号）。その他、周囲の井戸の水質悪化などで、汚染の恐れが発生した場合も必要な項目を検査しなければならない（同第6号）。
6. 1週間に1回以上は残留塩素濃度を計測し、貯水槽の清掃を1年に1回以上行うこと（同第7号）

|              | 検査項目（数字は水質基準に関する省令 における番号。基準値も同省令を参照のこと） | 検査回数                                                                   | 備考                                    |
| ------------ | --- | -------------------------------------------------------------------------- | --------------------------------------- |
| 省略不可     | 1 一般細菌、2 大腸菌、9 亜硝酸態窒素、11 硝酸態窒素及び亜硝酸態窒素、38 塩化物イオン、46 有機物（全有機炭素（TOC)の量）、47 pH値、48 味、49 臭気、50 色度、51 濁度 | 6ヶ月ごとに1回                                                             |                                         |
| 金属等       | 6 鉛及びその化合物、32 亜鉛及びその化合物、34 鉄及びその化合物、35 銅及びその化合物、40 蒸発残留物 | 6ヶ月ごとに1回（水質検査結果が基準を満たしていた場合、次回に限り省略可能） |                                         |
| 消毒副生成物 | 10 シアン化物イオン及び塩化シアン、21 塩素酸、22 クロロ酢酸、23 クロロホルム、24 ジクロロ酢酸、25 ジブロモクロロメタン、26 臭素酸、27 総トリハロメタン（クロロホルム、ジブロモクロロメタン、ブロモジクロロメタン及びブロモホルムのそれぞれの濃度の総和）、28 トリクロロ酢酸、29 ブロモジクロロメタン、30 ブロモホルム、31 ホルムアルデヒド | 1年ごとに1回                                                               | 6月1日から9月30日までの間に検査すること |

|              | 検査項目（数字は水質基準に関する省令 における番号。基準値も同省令を参照のこと） | 検査回数                                                                   | 備考                                    |
| ------------ | --- | -------------------------------------------------------------------------- | --------------------------------------- |
| 省略不可     | 1 一般細菌、2 大腸菌、9 亜硝酸態窒素、11 硝酸態窒素及び亜硝酸態窒素、38 塩化物イオン、46 有機物（全有機炭素（TOC)の量）、47 pH値、48 味、49 臭気、50 色度、51 濁度 | 6ヶ月ごとに1回                                                             |                                         |
| 金属等       | 6 鉛及びその化合物、32 亜鉛及びその化合物、34 鉄及びその化合物、35 銅及びその化合物、40 蒸発残留物 | 6ヶ月ごとに1回（水質検査結果が基準を満たしていた場合、次回に限り省略可能） |                                         |
| 消毒副生成物 | 10 シアン化物イオン及び塩化シアン、21 塩素酸、22 クロロ酢酸、23 クロロホルム[[]]、24 ジクロロ酢酸、25 ジブロモクロロメタン、26 臭素酸、27 総トリハロメタン（クロロホルム、ジブロモクロロメタン、ブロモジクロロメタン及びブロモホルムのそれぞれの濃度の総和）、28 トリクロロ酢酸、29 ブロモジクロロメタン、30 ブロモホルム、31 ホルムアルデヒド | 1年ごとに1回                                                               | 6月1日から9月30日までの間に検査すること |
| 有機化合物   | 14 四塩化炭素、16 シス-1,2-ジクロロエチレン及びトランス-1,2-ジクロロエチレン、17 ジクロロメタン、18 テトラクロロエチレン、19 トリクロロエチレン、20 ベンゼン、45 フェノール類 | 3年ごとに1回                                                               |                                         |
| 全項目       | 水質基準に関する省令に記載された全51項目 | 給水開始直前                                                               |                                         |

貯水槽など給水設備の維持管理は、厚生労働大臣が定める技術上の基準（空気調和設備等の維持管理及び清掃等に係る技術上の基準）に従って行わなければならない（規則第4条第2項）。

### 雑用水の管理（令2条第2号ロ）
令第二条第二号イの目的（飲用、炊事用、浴用等）以外に使用する水は雑用水とする。具体的な目的は、水景用、清掃用、散水用、トイレの洗浄用などである。雑用水は人への健康危害防止のため、次の措置をとらないといけない（規則4条の２）。ただし飲用水と同じく水道法第3条第9項に規定する給水装置から供給される水は対象外（規則4条の２第1項）。
1. 供給水に含まれる遊離残留塩素を0.1ppm 結合残留塩素の場合は0.4ppm以上に維持すること（規則4条の２第1項第1号）。また7日に1回遊離残留塩素の検査を行うこと（同第5号）。
2. 雑用水槽が汚水や有害物質で汚染されるのを防止するため、点検などの措置を実施すること（同第2号）
3. 散水や水景用水、清掃用水として使用する場合は、し尿を含む水を原水として使わないこと（同第3号イ）。また次の表の一から五の基準に適合させ（同第3号ロ）定められた頻度で検査を行うこと（同第3号ハ）。[12]

| 事項      | 基準                       | 検査回数   |
| --------- | -------------------------- | ---------- |
| 一 pH     | 5.8～8.6                   | 7日に1回   |
| 二 臭気   | 異常でないこと             | 7日に1回   |
| 三 外観   | ほとんど無色透明であること | 7日に1回   |
| 四 大腸菌 | 検出されないこと           | 2か月に1回 |
| 五 濁度   | 二度以下                   | 2か月に1回 |

- トイレの洗浄用に使用する場合は、上記第3号表の１から4についての基準に適合させ（同第4号イ）、定められた頻度で検査を行うこと（同第4号ロ）。
- 健康危害が発生する恐れのあるときは即座に給水を停止すること（同第6号）。[12]

雑用水の給水設備についても厚生労働大臣が定める技術上の基準（空気調和設備等の維持管理および清掃等に係る技術上の基準）に沿って維持管理を行わなければならない（規則4条の2第2項）。

#### 排水の管理（令2条第2号ハ）
建築物の排水設備は、その機能が阻害され、汚水などの漏出が起こらないよう、適切に清掃と整備を行うこととされる。排水設備は6か月ごとに1回定期的に清掃を行うこと（規則4条の３第1項）。
排水設備の補修、清掃、その他の維持管理についても、別に厚生労働大臣が定める技術上の基準（空気調和設備等の維持管理および清掃等に係る技術上の基準）に沿って行うこと（規則4条の３第2項）。

### 清掃、ねずみ・こん虫の防除（令2条第3号）

#### 清掃（令2条第3号イ）
建築物の清掃は規則4条の５第1項に従って行うこととされる。掃除は日常的に行うものの他、定期的に（およそ6ヶ月以内ごとに1回）特定建築物全体の大掃除を行わなければならない（規則4条の5第1項）。廃棄物処理、後述のねずみ・昆虫の防除とともに統一的に行うことが望ましい。 その他、日常清掃・大掃除については別に厚生労働大臣が定める技術上の基準（空気調和設備等の維持管理および清掃等に係る技術上の基準）に沿って行うこと（同第3項）。

#### ねずみ・こん虫の防除
建築物環境衛生管理基準でいう「ねずみ等」とは、感染症の媒介により、人の健康を損ねる恐れのある生物のこと（規則4条の４）で、ネズミの他にはハエ、蚊、ゴキブリ、ノミ、シラミ、ダニなどが考えられる。ねずみ等の防除は規則4条の５第２項に従って行うこととされる（令2条第3号ロ）。特定建築物においては、ネズミ等の生息調査を6か月ごとに1回行わなければならならず、また調査の結果に基づき、ネズミ等の発生を防止する措置をとること（規則4条の５第２項第1号）。なお技術上の基準（第五節）では、食品を扱う区画や、阻集器、排水槽、廃棄物置き場、その他ねずみ等の発生しやすい区画は2か月に1回、生息調査等を行うこととされる。ネズミ等の防除のために殺虫剤を使用する場合は、薬機法の承認を受けた医薬品や医薬部外品を使用すること（規則4条の５第２項第2号）。防除は、生息調査を重視し、薬剤の乱用を防ぐ総合的病害虫管理の考え方に基づき実施することが望ましい。 その他、ねずみ等の発生防止、侵入防止、駆除ついては別に厚生労働大臣が定める技術上の基準（空気調和設備等の維持管理および清掃等に係る技術上の基準）に沿って行うこと（同第3項）。